# Porphyrinia apicipunctalis
Porphyrinia apicipunctalis är en fjärilsart som beskrevs av Brandt 1939. Porphyrinia apicipunctalis ingår i släktet Porphyrinia och familjen nattflyn. Inga underarter finns listade i Catalogue of Life.